# Pagurus imafukui
Pagurus imafukui is een tienpotigensoort uit de familie van de Paguridae. De wetenschappelijke naam van de soort is voor het eerst geldig gepubliceerd in 1994 door McLaughlin & Konishi.